# Mescherin
Mescherin est une commune de l'arrondissement d'Uckermark, Land du Brandebourg.

## Géographie
La commune se situe à la fin d'une moraine qui s'est formée le long de l'Oder, le fleuve qui constitue la frontière naturelle avec la Pologne. Elle se trouve tout au nord du parc national de la vallée de la Basse-Oder.
La commune regroupe les quartiers de Mescherin, Neurochlitz, Radekow et Rosow, des communes qui ont fusionné le 31 décembre 2002.
La Bundesstraße 113, qui croise à deux kilomètres la Bundesstraße 2, aboutit à Mescherin. 

## Histoire
La première mention écrite de Mescherin date de 1297. Après la guerre de Trente Ans, le village appartient à la Poméranie suédoise pendant 72 ans.
Au milieu du XIXe siècle, les sablières connaissent une grande exploitation. En 1857, deux ponts en bois sont construits puis remplacés par un en fer en 1911 qui sera détruit en 1945. Jusqu'à cette date, la commune appartient à l'arrondissement de Randow (de) dans la province de Poméranie.
En 1977, la commune investit dans l'économie du tourisme de loisir, bâtissant des maisons et des structures dédiées.